# Declarația drepturilor omului și ale cetățeanului

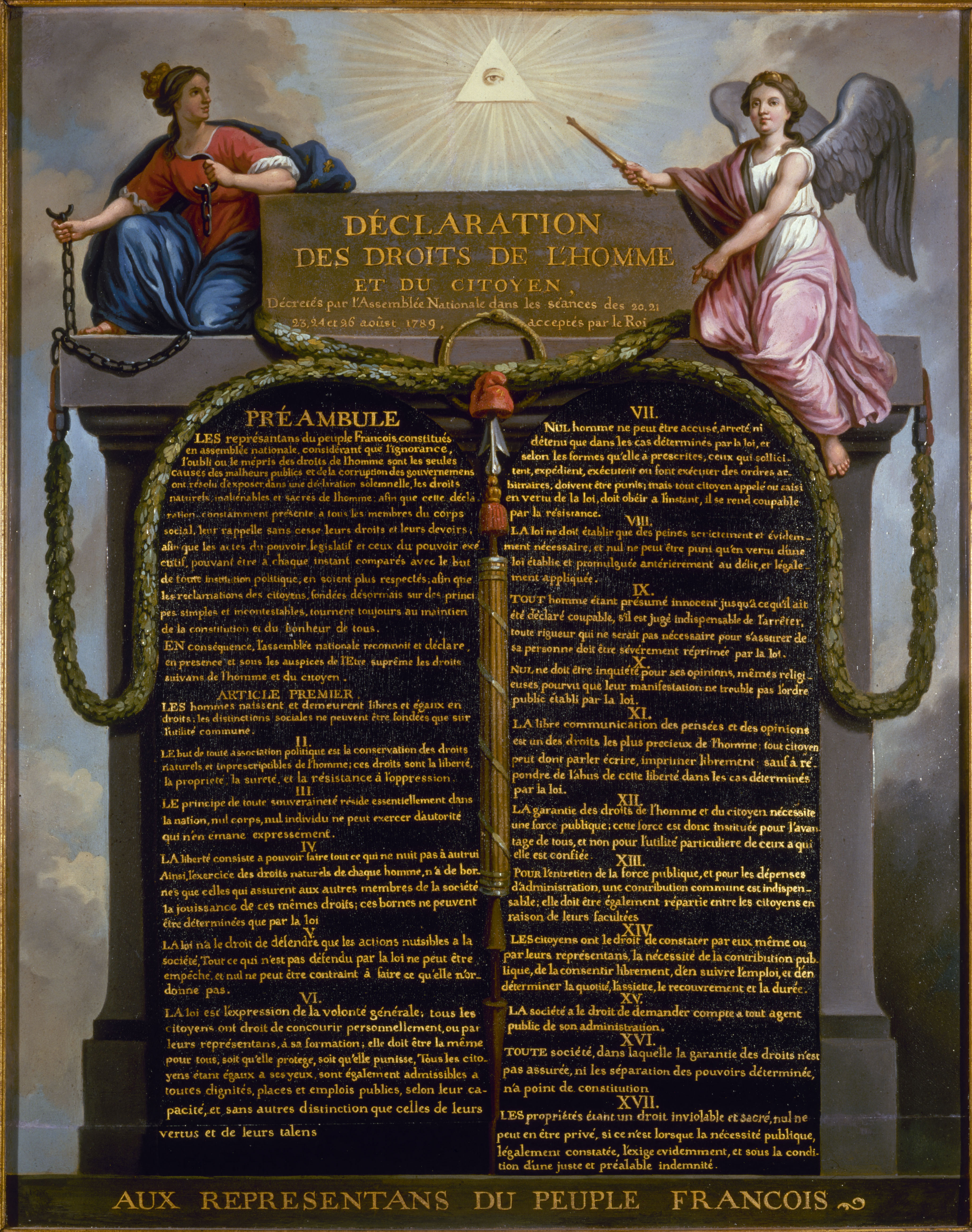
Declarația drepturilor omului și ale cetățeanului.

Declarația drepturilor omului și ale cetățeanului (în franceză Déclaration des Droits de l'Homme et du Citoyen) este carta fundamentală prin care la data de 26 august 1789 au fost puse, în Franța, bazele democrației moderne.
Declarația cuprinde un preambul și 17 articole, care combină dispozițiile privind drepturile a trei categorii de persoane: „drepturile oamenilor” (francezi, străini sau inamici) - articolele 1, 2, 3, 4, 7, 9 și 10, „drepturi ale cetățenilor” (cetățeni francezi), care reamintesc și întăresc libertățile civile - articolele 6 și 14 și „drepturi ale societății” (națiunea franceză), care sunt componente constituționale - articolele 13, 15 și 16.

## Istoric
În 1789, Adunarea Stărilor Generale din Franța, reunită la Versailles și constituită în Adunare Națională cu drepturi constituante, a hotărât să elaboreze o declarație de principii fundamentale care să stea la baza unei noi constituții. Decretele emise de adunare la 4 și 11 august 1789 privind eliminarea drepturilor feudale, se regăsesc dealtfel în primul articol al Declarației drepturilor omului și cetățeanului.
Discuțiile privind declarația au avut ca punct de pornire un proiect compus din 24 de articole, propus de către „biroul al șaselea” al Adunării, birou condus de către Jérôme Champion de Cicé. Acest proiect a fost simțitor modificat în cursul dezbaterilor în plen. 
Atribuirea textului original lui La Fayette (care s-ar fi inspirat din Declarația de independență a Statelor Unite) este deci eronată.
Textul declarației a fost votat articol cu articol între 20 și 26 august 1789 de către Adunarea Națională. Discuția a fost întreruptă pe 26 august 1789, după adoptarea articolului 17 referitor la dreptul de proprietate, pentru a face loc discuțiilor pe articole la constituția ce era în curs de elaborare. O serie de decrete emise ulterior de către Adunare, în special cel din 3 octombrie 1789 care permitea persoanelor fizice și societăților comerciale să împrumute bani cu dobândă, au fost ratificate în seara zilei de 5 octombrie 1789 de către Ludovic al XVI-lea, la Versailles, la cererea expresă a Adunării Naționale, care a folosit și presiunea vindicativă a mulțimii venite din Paris (mulțime care de fapt venise pentru alte revendicări, de natură economică).
În final, regele a promulgat la 3 noiembrie 1789 Declarația drepturilor omului și cetățeanului, care includea cele 17 articole ale sale, urmate de cele 19 articole ale constituției din 1789 și o serie de decrete ale Adunării Naționale (începând cu cel din 4 august 1789, care „a distrus complet sistemul feudal” și cel din 3 noiembrie 1789, care a decretat că „toate parlamentele regatului vor continua să rămână în vacanță”, de fapt ultimul decret regal).
Declarația drepturilor omului și cetățeanului a rămas ca preambul și al constituției din 1791.

## Conținut

### Preambul
„Reprezentanții poporului francez, constituiți în Adunarea Națională, considerând că ignorarea, uitarea sau disprețuirea drepturilor omului sunt singurele cauze ale nefericirilor populare și ale corupției guvernelor, au decis să expună, într-o declarație solemnă, drepturile naturale, inalienabile și sacre ale omului, astfel încât această declarație, prezentă permanent la toți membrii corpului social, să le amintească fără încetare drepturile și îndatoririle lor; astfel încât actele puterii legislative și cele ale puterii executive, putând fi oricând comparate cu scopul oricărei instituții politice, să fie prin urmare mai respectate; astfel încât cererile cetățenilor, fondate de acum înainte pe principii simple și incontestabile, să se fondeze pe respectarea Constituției și a fericirii tuturor.
În consecință, Adunarea Națională recunoaște și declară, în prezența și sub auspiciile Ființei Supreme, drepturile următoare ale omului și cetățeanului.”

### Articolul I
„Oamenii se nasc și rămân liberi și egali în drepturi. Deosebirile sociale nu pot fi întemeiate decât pe utilitate publică.”

### Articolul II
„Scopul fiecărei asociații politice este conservarea drepturilor naturale și inalienabile ale omului. Aceste drepturi sunt libertatea, proprietatea, dreptul la siguranță și la rezistență la opresiune.”

### Articolul III
„Principiul oricărei suveranități rezidă în principal în națiune; nici o entitate, nici un individ nu pot exercita o autoritate care nu emană în mod explicit de la ea.”

### Articolul IV
„Libertatea este de a face tot ceea ce nu face rău altora: astfel, dreptul fiecărui om nu are limite, cu excepția acelora care asigură celorlalți membri ai societății exercitarea acelorași drepturi. Aceste limite pot fi determinate numai prin lege.”

### Articolul V
„Legea poate interzice numai acțiunile dăunătoare pentru societate. Orice lucru care nu este interzis prin lege nu poate fi împiedicat și nimeni nu poate fi obligat să facă ceva ce nu este prevăzut.”

### Articolul VI
„Legea este o expresie a voinței generale. Toți cetățenii au dreptul de a participa personal sau prin reprezentanții lor la formarea sa. Aceasta trebuie să fie aceeași pentru toată lumea, indiferent dacă protejează sau pedepsește. Toți cetățenii, fiind egali în ochii legii, sunt la fel de eligibili pentru toate demnitățile, locurile și angajările publice, în funcție de capacitatea lor și fără a face altă distincție decât cea privitoare la virtuțile și talentele lor.”

### Articolul VII
„Niciun om nu poate fi acuzat, arestat, nici deținut decât în cazurile stabilite prin lege și după formele prescrise de aceasta. Cei care solicită, dau, execută sau fac să se execute ordine arbitrare trebuie pedepsiți; dar orice cetățean somat sau arestat în virtutea legii trebuie să se supună imediat; dacă opune rezistență, el se face vinovat.”

### Articolul VIII
„Legea nu trebuie să stabilească decât pedepse strict și evident necesare și nimeni nu poate fi pedepsit decât în virtutea unei legi stabilite și promulgate anterior delictului și aplicată legal.”

### Articolul IX
„Orice om este presupus nevinovat, până în momentul în care a fost declarat vinovat; dacă se consideră necesar să fie arestat, orice act de constrângere, în afara celor necesare pentru reținerea lui, trebuie să fie aspru pedepsit de lege.”

### Articolul X
„Nimeni nu poate fi tras la răspundere pentru opiniile sale, fie ele chiar religioase, dacă manifestarea lor nu tulbură ordinea publică stabilită prin lege.”

### Articolul XI
„Comunicarea liberă a gândurilor și opiniilor este unul din drepturile cele mai de preț ale omului; orice cetățean poate deci să vorbească, să scrie și să tipărească liber, în afara cazurilor prevăzute prin lege, în care va trebui să răspundă de folosirea abuzivă a acestei libertăți.”

### Articolul XII
„Garantarea drepturilor omului și ale cetățeanului necesită o forță publică: această forță este instituită în avantajul tuturor și nu în folosul personal al acelora cărora le este încredințată.”

### Articolul XIII
„Pentru întreținerea forței publice și pentru cheltuielile administrative, o contribuție comună este indispensabilă. Aceasta trebuie să fie distribuită egal între toți cetățenii, în raport cu posibilitățile lor".

### Articolul XIV
„Cetățenii au dreptul să constate ei înșiși sau prin reprezentanții lor necesitatea contribuției publice și s-o accepte în mod liber, să urmărească destinația care i se dă, să-i determine cuantumul, bazele, perceperea și durata.”

### Articolul XV
„Societatea are dreptul să ceară socoteală oricărui funcționar public pentru modul în care își îndeplinește funcția.”

### Articolul XVI
„Orice societate care nu asigură garanția drepturilor și nu statornicește separarea puterilor este lipsită de constituție.”

### Articolul XVII
„Proprietatea fiind un drept inviolabil și sacru, nimeni nu poate fi privat de ea, cu excepția cazurilor în care necesitatea publică, legal constatată, pretinde în mod evident acest lucru, și cu condiția unei juste despăgubiri prealabile.”

## Influențe ulterioare
Declarația Drepturilor Omului și ale Cetățeanului din 1789 a inspirat, în secolul al XIX-lea, un  mare număr de texte similare în diferite țări din Europa și America Latină. Tradiția revoluționară franceză  este, de asemenea, prezentă în Convenția Europeană a Drepturilor Omului, semnată la Roma la 4 noiembrie 1950 (convenție ratificată și de România, la data de 20 iunie 1994).